# L'Estrella dels miracles
L'Estrella dels miracles és un poema dramàtic en tres actes i en vers, original de Josep Maria de Sagarra, estrenat al teatre Romea de Barcelona, la vetlla del 3 d'octubre de 1933.
L'escena passa en una vila de muntanya a començaments del segle xix.

## Repartiment de l'estrena[1]
- Estrella: Maria Vila.
- La Negra: Maria Morera.
- Carlina: Emma Alonso.
- Càndida: Àngela Guart.
- Veïna primera: Teresa Gay.
- Veïna segona: Pujol
- Veïna tercera: Bofill
- Aleix de les Amèriques: Pius Daví.
- Bergadell: Duran.
- El Negre: Francesc Ferràndiz.
- Galtaprima: Arboix.
- Satjust: Evelí Galceran.
- Vilabort: Manuel Giménez Sales.
- Gatell: Antoni Strems
- Olivert: Pere Ventayols.
- Jeremias: Antoni Gimbernat.